# Nüshu
Le nüshu (chinois simplifié : 女书 ; chinois traditionnel : 女書 ; pinyin : Nǚshū ; Wade : Nü³shu¹ ; EFEO : Nuchu) (« écriture des femmes ») est un système d'écriture historiquement utilisé exclusivement par les femmes du district de Jiangyong, dans la province du Hunan en Chine.

## Écriture féminine
Contrairement à ce qui a été régulièrement affirmé dans les médias après la mort de Yang Huanyi, le nüshu n'est pas une langue, mais une façon d'écrire un dialecte local tǔhuà (chinois simplifié : 土话 ; chinois traditionnel : 土話 ; pinyin : Sháozhōu tǔhuà) incompréhensible aux hommes qui ne l'ont pas apprise. Il constitue un syllabaire de sept cents graphèmes environ, certains librement inspirés des caractères chinois habituels, d'autres entièrement inventés. Les caractères nüshu sont composés de quatre éléments : des points, des traits droits, des traits obliques, des arcs,.

## Une partie féminine de la culture
Les femmes chinoises avaient rarement le droit d'apprendre à lire et écrire. Le nüshu est en partie né pour contourner cette interdiction. Selon Zhao Liming, de l'université Tsinghua de Pékin, « le nüshu n’est pas seulement une écriture, c’est toute une culture féminine traditionnelle typiquement chinoise. C’était comme un rayon de soleil qui rendait la vie des femmes plus douce. Le nüshu permettait aux femmes de s'exprimer de leur propre voix et de lutter contre la domination masculine ». Cette écriture renforçait des liens féminins très forts établis à travers la coutume des sœurs jurées. Les liens ainsi tissés s'étalaient sur toute une vie, et reliaient les femmes de manière intense.

## Découverte et sources
L'existence du nüshu a été révélée par Yang Huanyi en 1995 à Pékin, lors de la troisième conférence de l'ONU sur les femmes, mais l'usage de cette écriture a pris fin quelques années plus tard : Yang Huanyi, la dernière véritable héritière qui l'a utilisé toute sa vie est morte le 20 septembre 2004.
Il y a peu d'écrits en nüshu car les manuscrits étaient brûlés ou enterrés avec leurs autrices.
Un dictionnaire de mille huit cents caractères nüshu, incluant de très nombreuses variantes, est publié en 2002 par Zhou Shuoyi (周硕沂  / 周碩沂 / Zhōu Shuòyí), le premier homme à avoir appris le nüshu. Un comité de rédaction du Centre culturel nüshu de l’université des ethnies du Zhongnan s'est assigné la mission de collecter les œuvres dispersées et de rédiger une collection d'études, y compris les manuscrits et leur documentation.
Une exposition s'est déroulée à Pékin en avril 2004, montrant des écrits ainsi que des mouchoirs, tabliers, écharpes et autres objets décorés avec des calligraphies en nüshu.
Une pierre en granit sur laquelle seraient gravés des caractères nüshu a été découverte en 2015 sur un pont vieux de plus de 800 ans à Luhung (芦洪) dans le district de Dong’an (东安县) au Hunan, ce qui soulève de nouvelles questions.
L’apprentissage du nüshu connaît un certain renouveau, non plus pour communiquer entre femmes, mais en vue d’une exploitation touristique commerciale. Les autorités locales du Jiangyong et des artistes contribuent aussi à ce renouveau.
Le gouvernement chinois reconnaît actuellement 12 "héritières" du nüshu, leur donnant ainsi le droit de l'enseigner, dont le professeur Zhao Liming de l'Université Tsinghua de Pékin qui l'étudie depuis 40 ans. 